# Liste des membres ténois de l'Ordre du Canada
- Etuangat Aksayook
- Eric Anoee
- George Blondin
- Barbara Bromley
- Clarence B. (Shorty) Brown
- Elizabeth Cass
- Sam Crow
- Laurie Dexter
- Robert P. Engle
- Georges Henry Erasmus
- Sharon Anne Firth
- John W. Goodall
- Helen Kalvak
- Robert Le Meur
- Sarah Simon
- John R. Sperry
- Isadore Yukon